# 소피 모르세피쇼
소피 미셸 모르세피쇼(프랑스어: Sophie Michèle Moressée-Pichot, 1962년 4월 3일~)는 프랑스의 은퇴한 펜싱, 근대5종 선수로 주 종목은 에페이다. 1996년 하계 올림픽에서 단체전에서 금메달을 획득했으며 세계 선수권 대회에서 금메달 1개, 은메달 2개, 동메달 3개를 획득했다.